# Cylloceria imperspicua
Cylloceria imperspicua là một loài tò vò trong họ Ichneumonidae.